# ロン・デサンティス
ロン・デサンティス（英: Ron DeSantis(英語版)）、本名ロナルド・ディオン・デサンティス（Ronald Dion DeSantis, 1978年9月14日 - ）は、アメリカ合衆国の政治家、海軍軍人。現在、フロリダ州知事（第46代）。元連邦下院議員（3期）。共和党所属。2024年のアメリカ合衆国大統領選挙の共和党候補指名獲得に名乗りを上げたが、予備選挙開始以降に撤退を表明している。

## 経歴
1978年9月14日、フロリダ州ジャクソンビル生まれ。イタリア系アメリカ人で、曽祖父母の代は全員イタリア生まれ。母親は看護師で、父親はニールセン社が視聴率を計算するためにモニター世帯に置く機器を設置する仕事をしていた。フロリダ州オーランドに移り、次いで6歳のときに同州ダニーデンに引っ越した。妹は1985年にオーランドで生まれ、2015年に亡くなった。
ダニーデンで所属した野球チームでは、1991年のリトル・リーグワールドシリーズに出場している。当時は当シリーズの決勝でも圧勝した台湾が圧倒的な強豪で、デサンティスらは打倒台湾をモットーに戦っていたが、台湾に当たる前に一回戦で負けている。同年の優勝チームも台湾で、後に阪神などで活躍する林威助を擁していた。
ダニーデン・ハイ・スクールでも野球を続け、フロリダ州大会の準決勝では、後に全米最優秀高校野球選手に選出されセントルイス・カージナルスなどで活躍したリック・アンキールを擁するポート・セントルーシー高校と対戦して勝利。デサンティスを含む打者は、その時点でプレーオフ13勝0敗、防御率0.10という圧倒的な成績を残していたアンキールから8安打4得点をあげ初黒星をつけた。
1997年、イェール大学入学。歴史学を専攻。大学野球部（イェール・ブルドッグス）に加入して主将となった。なお、半世紀余り前（1948年）に同チームの主将を務めていたのは第41代大統領のジョージ・H・W・ブッシュであった。守備位置は外野手で、2001年にはチーム首位打者となった（0.336）。1年下には後にメジャーリーグベースボール（MLB）選手となり、2013年にボストン・レッドソックスで上原浩治、田澤純一と共にリリーフ投手としてワールドシリーズ優勝に貢献したクレイグ・ブレスロウがおり、デサンティスの後にキャプテンを務めた。また、在学中には電気技師の助手や野球キャンプのコーチなど様々な仕事を経験。
2001年、イェール大学卒業。ダーリントン・スクールで歴史の教師を1年務めた後、ハーバード大学ロースクールに入学し、2005年に法務博士号（JD）を取得、フロリダ州弁護士となった。
在学中の2004年に海軍に入隊し、2007年には海軍特殊部隊Navy SEALsのリーガル・アドバイザーとして、イラク戦争後の米軍駐留地の一つファルージャに派遣された。2010年に名誉除隊し、2022年現在も予備役として登録されている。

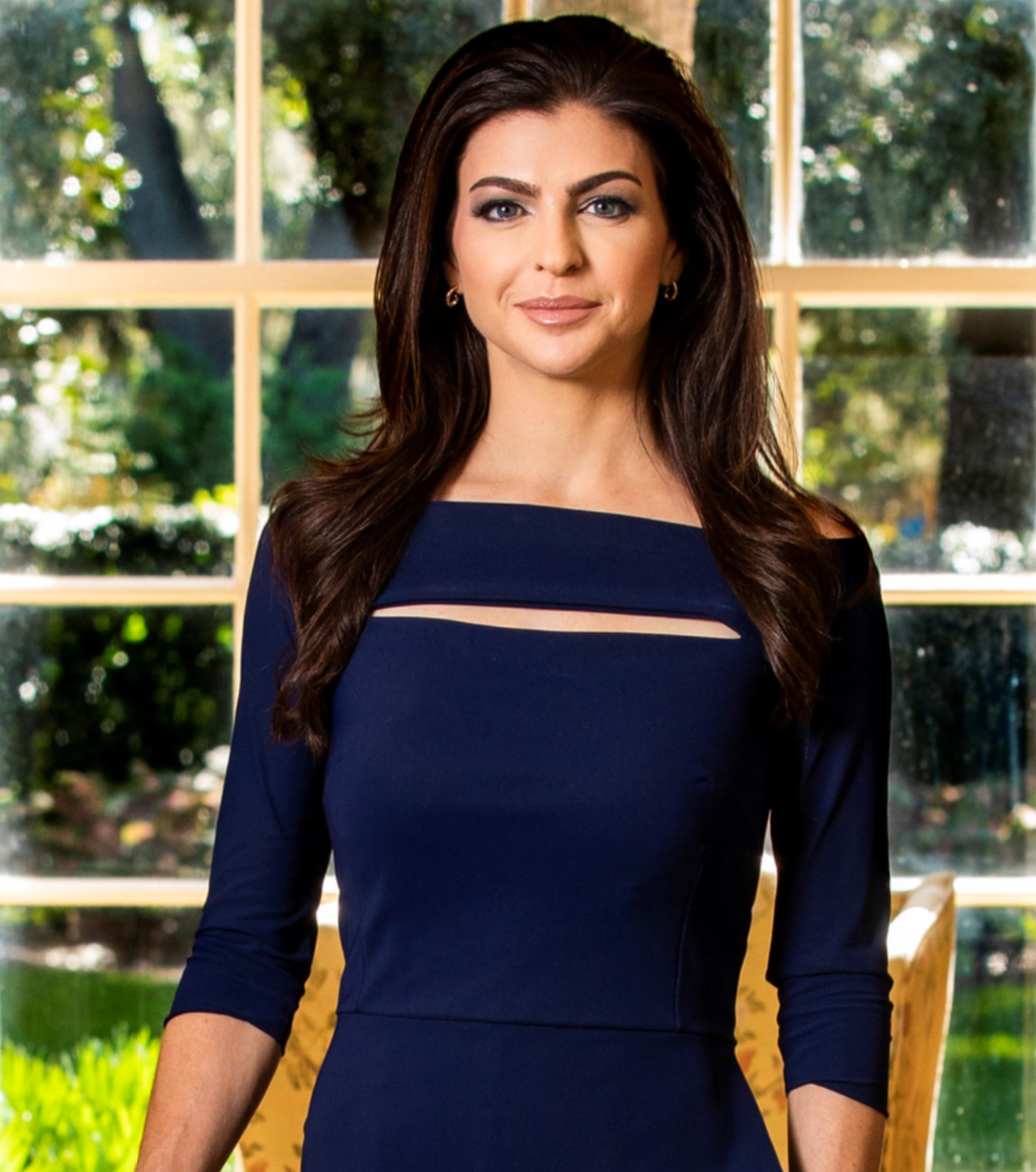
元テレビ番組司会者で妻のケイシー・デサンティス

2012年に連邦下院議員に初当選した。在任中、議員連盟フリーダム・コーカスの創設メンバーとなり、ドナルド・トランプの盟友となった。

## フロリダ州知事
2018年のフロリダ州知事選挙に出馬し、デサンティスは民主党候補のアンドリュー・ギラムタラハシー市長に対し、3万2000票（得票率0.40％）差という僅差で勝利した。2022年11月8日のフロリダ州知事選挙では再選を果たしたが、選挙期間中に再選時に任期4年を全うするかとの質問された際には回答を濁すなど、2024年大統領選挙への出馬を模索しているとされる。2022年の中間選挙では、ドナルド・トランプが共和党の足を引っ張ったとみなされており、選挙結果を受けてトランプとディサンティスは仲違いし、トランプによるディサンティスへの口撃が行われている。
トランプと限りなく似た急進的な保守派でありながらも、政治経験が豊富なエリートであり、また陰謀論とも距離を置く姿勢により、メディアからは「賢いトランプ」「ミニトランプ」などと称されている。
大統領選出馬を視野に入れたと見られる活動として、2023年2月に自伝『自由への勇気 米国再生のためのフロリダの青写真』（The Courage to Be Free: Florida's Blueprint for America's Revival）を刊行し、それを宣伝するブックツアーとして全米各地を行脚。外交面では同年4月、アメリカの同盟国（日本、大韓民国、イスラエル、イギリス）を歴訪した。大統領選の有力候補であるため、訪日は日本国政府が働きかけ、州知事として異例な日本国外務省賓客としての待遇で、内閣総理大臣岸田文雄、外務大臣林芳正らと会談。韓国では韓悳洙首相、イギリスではジェームズ・クレバリー外相らが迎えた。同年5月24日、自身のTwitterで2024年大統領選挙に向けた共和党の候補者指名争いへの出馬を正式に表明した。2024年1月15日にアイオワ州で行われた共和党予備選挙では代議員9人を獲得し、人気の高まっていたニッキー・ヘイリー（8人）を抑え2位となったが20人を獲得したトランプには大きく差を広げられ、勝利への道筋がないとして1月21日に選挙戦から撤退し、トランプを支持するとを表明した。

## 政治観
人工妊娠中絶に関しては反対の立場をとる。トランプによって保守派判事が多数となった合衆国最高裁判所が、中絶の権利保護を覆したドブス対ジャクソン女性健康機構事件判決を支持した。2022年4月14日には、フロリダ州の中絶禁止を妊娠22週間から15週間へと短縮した。
アメリカ合衆国連邦政府の権限に関しては、小さな政府を支持する立場をとる。政府は、税金による歳入を増やすのではなく、歳出を削減することが重要であるとする立場をとる。また、政府の予算を超えて借金する米国債の発行には反対している。また、高齢者や障害者への社会保障のための税金を減らす代わりに給付額も減らす法案を成立させている。退職後にフロリダに移り込んでくる富裕層や企業にとって有利な税制を支持している。
教育においては、No Child Left Behind ActやRace to the Topといった連邦規制に反対し、州で独自の教育規制を設けることを支持している。これは進化論ではなく、創造論を教えたいキリスト教保守派に受け入れられている。また、愛国心を損ねるとの理由で、公立学校で批判的人種理論を教えることを禁止した。リベラル教育によって個人が自身の人種や性別に罪悪感を感じるような教育を行う学校や雇用主を個人が訴訟できる法案や反共教育を義務化させる法案を成立させている。
環境問題においては、共和党の中では環境政策を重視している立場とされる。フロリダ州は気候変動による海面上昇の影響を受けているが、気候政策には反対している。
銃規制には反対の立場で、全米ライフル協会から絶大な支持を得ている 。フロリダ州パークランドで2018年に発生したマージョリー・ストーンマン・ダグラス高校銃乱射事件を受けて、引退した警官や軍人を学校に武装させて配備する案への支持を謳っている。
アメリカ合衆国への移民については、ドナルド・トランプ政権による不法移民の大量追放を支持している。
LGBT政策では、人権団体から0点の評価を受けている。特に、トランスジェンダーの権利を認めない法案を複数成立させている他、LGBTの権利を促進しているディズニー（フロリダのウォルト・ディズニー・ワールド・リゾートは一大観光地となっている）を標的にした法案を成立させている。